# Manuel Abadal
Manuel Abadal fue un escritor español, nacido en Zaragoza en el siglo XVIII.

## Biografía
Beneficiado de la iglesia de San Pablo y catedrático de Teología en la Universidad de Zaragoza, de Artes desde 1785 y de Historia. Publicó algunas obras de dialéctica y metafísica.

## Obra
- Definitionum ac resolutionum dialecticae et logicae P. Fray Francisci Villapando sinopsis
- Historia del Jansenismo